# Superclásico (film)
Pour les articles homonymes, voir Superclásico (homonymie).
Pour plus de détails, voir Fiche technique et Distribution.
Superclásico est une comédie danoise coécrite et réalisée par Ole Christian Madsen et sortie le 17 mars 2011.

## Synopsis
Christian, un vendeur de vin, part à Buenos Aires durant le Superclásico afin de tenter de reconquérir sa femme, qui l'a quitté pour un célèbre footballeur. 

## Distribution
- Paprika Steen - Anna
- Anders W. Berthelsen : Christian
- Sebastián Estevanez : Juan Diaz
- Adriana Mascialino : Fernanda

## Fiche technique
- Titre original : Superclásico
- Titre français :
- Réalisation : Ole Christian Madsen
- Scénario : Anders Frithiof August et Ole Christian Madsen
- Direction artistique : Søren Schwartzberg
- Décors : Pablo Maestre Galli
- Costumes :
- Photographie : Jørgen Johansson
- Son :
- Montage : Søren B. Ebbe
- Musique : Jonas Struck
- Production : Signe Leick Jensen et Lars Bredo Rahbek
- Société(s) de production : Nimbus Film Productions
- Société(s) de distribution :  Sandrew Metronome
- Budget :
- Pays d’origine :  Danemark
- Langue : Danois/espagnol/anglais
- Format : Couleurs - 35mm - Son Dolby numérique
- Genre : Comédie
- Durée : 99 minutes
- Dates de sortie :
  -  Danemark : 17 mars 2011

## Distinctions

### Nominations
- 2012 : Nomination à l'Oscar du meilleur film en langue étrangère